# Tempest (песня Deftones)
Tempest (рус. Буря) — второй сингл с альбома Koi No Yokan американской альтернативной метал-группы Deftones, выпущенный 9 октября 2012 года на лейбле Reprise Records. Премьера песни состоялась на независимом веб-сайте PureVolume 3 октября 2012 года наряду с видеоклипом, в котором участвуют фронтмен группы Чино Морено и басист Серхио Вега, которые давали комментарии по поводу песни. Лирическое содержание песни отражает Конец света, который должен произойти 21 декабря 2012 года согласно календарю Майя.
Песня заняла 3 позицию в чарте Hot Mainstream Rock Tracks, таким образом став самой успешной композицией в чарте и превзойдя песню «Change (In the House of Flies)», которая в этом же чарте достигла только 9 позиции в 2001 году. Американский музыкальный сайт Consequence of Sound поместил песню на второе место в своём списке «20 лучших песен Deftones», прокомментировав содержание песни как «экспансивные текстуры, шекспировская лирика, а также множество великолепных риффов, закатанные в фейверк» (англ. "[e]xpansive textures, Shakespearian lyrics, and multiple all-time-great riffs rolled into one banger").
Песню можно услышать в трейлере фильма «Джек — покоритель великанов» и в одном из эпизодов телесериала «Последователи». Также, можно услышать инструментальную версию песни в фильме «Форсаж 7».

## Список композиций
| №  | Название  | Длительность |
| -- | --------- | ------------ |
| 1. | «Tempest» | 6:05         |

| №  | Название               | Длительность |
| -- | ---------------------- | ------------ |
| 1. | «Tempest (Radio Edit)» | 4:31         |

## Участники записи
Deftones
- Чино Морено — вокал, ритм-гитара
- Стефен Карпентер — соло-гитара
- Серхио Вега — бас-гитара
- Фрэнк Делгадо — клавишные, семплы, тёрнтейблизм
- Эйб Каннингем — барабаны

Производственный персонал
- Ник Рэскаленикс — продюсер

## Чарты
| Chart (2012-13)                              | Peak position |
| -------------------------------------------- | ------------- |
| США (Billboard Hot Rock & Alternative Songs) | 45            |
| США (Billboard Rock & Alternative Airplay)   | 13            |
| США (Billboard Alternative Airplay)          | 20            |
| США (Billboard Mainstream Rock)              | 3             |

| Chart (2013)                   | Position |
| ------------------------------ | -------- |
| US Rock Airplay (Billboard)    | 43       |
| US Mainstream Rock (Billboard) | 15       |